# Jean Astruc
Jean Astruc (Sauve, 19 de março de 1684 – Paris, 5 de maio de 1766) foi um médico e escritor francês; professor de Medicina em Montpellier e Paris. Escreveu o primeiro grande tratado sobre a sífilis e doenças sexualmente transmissíveis, e também, com um pequeno livro publicado anonimamente, desempenhou um papel fundamental nas origens da análise textual crítica das Escrituras. Astruc foi o primeiro a tentar demonstrar — utilizando as técnicas de análise textual que eram comuns no estudo dos clássicos seculares — a teoria de que o Gênesis foi composto com base em várias fontes ou tradições manuscritas, uma abordagem que é chamada de hipótese documental.

## Biografia
Filho de um ministro protestante que se converteu ao catolicismo (embora a Casa de Astruc fosse de origem medieval judaica), Astruc foi educado em Montpellier, uma das grandes escolas de medicina da Europa moderna. Sua dissertação e primeira publicação, apresentada quando ele tinha apenas dezenove anos, está em decomposição, e contém muitas referências a pesquisas recentes sobre os pulmões de Thomas Willis e Robert Boyle. Depois de ensinar medicina em Montpellier, ele se tornou membro da faculdade de medicina da Universidade de Paris. Seus numerosos escritos médicos, ou materiais para a história da educação médica em Montpellier, estão atualmente esquecidos, mas o trabalho publicado por ele anonimamente em 1753 garantiu-lhe fama permanente. Este livro intitulado Conjectures sur les mémoires originauz dont il paroit que Moyse s'est servi pour composer le livre de la Génèse. Avec des remarques qui appuient ou qui éclaircissent ces conjectures ("Conjecturas sobre os documentos originais que Moisés parece ter utilizado na composição do Livro do Gênesis. Com observações que apoiam ou lançam luz sobre essas conjecturas"). O título cautelosamente dá como local da publicação como sendo Bruxelas, de forma segura, fora do alcance das autoridades francesas.
Esta salvaguarda era necessária devido à violenta "re-catolicização" que ocorria em Languedoque, região onde Astruc vivia, ocasionada pela Contrarreforma. Estava ainda muito recente na memória a deportação ou envio de protestantes "camisards" para as galés. No próprio tempo de Astruc os escritores da Encyclopédie estavam trabalhando sob grande pressão e em segredo, pois a Igreja Católica não oferecia uma atmosfera tolerante para a crítica bíblica. Isto foi um pouco irônico, pois Astruc viu-se como fundamentalmente um defensor da ortodoxia; sua heterodoxia não estava em negar a autoria de Moisés do Gênesis, mas na defesa dela. Os estudiosos do século anterior, tais como Thomas Hobbes e Baruch Espinoza tinham elaborado longas listas de inconsistências, contradições e anacronismos na Torá, e as utilizaram para argumentar que Moisés não poderia ter sido o autor de todos os cinco livros. Astruc estava indignado com esta "doença do século passado", e determinou a utilização do moderno conhecimento do século XVIII para refutar aquele do século XVII.
Usando métodos já bem estabelecidos no estudo dos Clássicos para filtrar e avaliar diferentes manuscritos, ele elaborou colunas paralelas e versos atribuídos a cada um deles de acordo com o que ele havia notado como as características definidoras do texto do Gênesis: se um versículo usava o tetragrama "YHWH" (Yahwéh) ou o termo "Elohim" (Deus) se referindo a Deus, e se ele tinha forma divergente (outra narração do mesmo incidente, como por exemplo, os dois relatos da criação do homem, e as duas citações de Sara sendo tomada por um rei estrangeiro). Astruc encontrou quatro documentos no Gênesis, que ele organizou em quatro colunas, declarando que era assim que Moisés tinha originalmente escrito seu livro, na imagem dos quatro evangelhos do Novo Testamento, e que um escritor, mais tarde, os tinha reunido em um único trabalho, criando as repetições e inconsistências que Hobbes, Espinoza e outros haviam notado.
O trabalho de Astruc foi retomado por uma sucessão de estudiosos alemães, uma vez que o clima intelectual da Alemanha na época era mais propício à liberdade acadêmica, e em suas mãos formaram a base da exegese crítica moderna do Antigo e Novo Testamentos.

## Principais publicações

### Medicina
- Tractatus de motus fermentativi causa, novam et mechanicam hypothesim continens (1702). Traduzido para o francês sob o título Mémoire sur la cause de la digestion des aliments (1711) et Traité de la cause de la digestion, où l'on réfute le nouveau sistème de la trituration et du broïement (1714)
- Dissertation sur l'origine des maladies épidémiques et principalement sur l'origine de la peste, où l'on explique les causes de la propagation et de la cessation de cette maladie (1721) Online
- De morbis venereis (1736 ; 1740) Online. Traduzido para o francês como Traité des maladies vénériennes (3 volumes, 1740)
- Traité des maladies des enfants, [S.N.] (Paris), 1744, texto online disponível no IRIS
- La Nécessité de maintenir dans le royaume les écoles de chirurgie qui y sont établies dans les Facultés et collèges de médecine (1749)
- Tractatus therapeuticus (1750)
- Doutes sur l'inoculation de la petite vérole, proposés à la Faculté de médecine de Paris (1756)
- Traité des tumeurs et des ulcères, avec deux lettres : I. Sur la composition de remèdes dont on vante l'utilité et dont on cache la préparation. II. Sur la nature et le succès des nouveaux remèdes qu'on propose pour la guérison des maladies vénériennes (2 volumes, 1759)
- Traité des maladies des femmes avec un catalogue chronologique des médecins qui ont écrit sur ces maladies (6 volumes, 1761-1765)
- L'Art d'accoucher réduit à ses principes avec l'histoire sommaire de l'art d'accoucher, et une lettre sur la conduite qu'Adam et Ève durent tenir à la naissance de leurs premiers enfants (1766)
- Mémoires pour servir à l'histoire de la faculté de médecine de Montpellier (1767)

### Diversos
- Mémoires pour l'histoire naturelle de la province de Languedoc, divisés en trois parties, orné de figures, et de cartes en taille-douce (1737), illustré de cartes réalisées par Jean-Baptiste Nolin (1657-1725) – Cartógrafo
- Conjectures sur les mémoires originaux dont il paroit que Moyse s'est servi pour composer le livre de la Genèse, Bruxelles, sans nom d'auteur (1753)
  - Conjectures sur la Genèse, introdução e notas de Pierre Gibert, Paris, Noêsis, 1999 - Edição crítica moderna
- Dissertation sur l'immatérialité et l'immortalité de l'âme (1755)
- Dissertation sur la liberté (1755)

## Leituras adicionais
- Huard, Pierre (1970). «Astruc, Jean.». Dictionary of Scientific Biography. 1. Nova York: Charles Scribner's Sons. pp. 323–324. ISBN 0-684-10114-9